# کابل کواکسیال

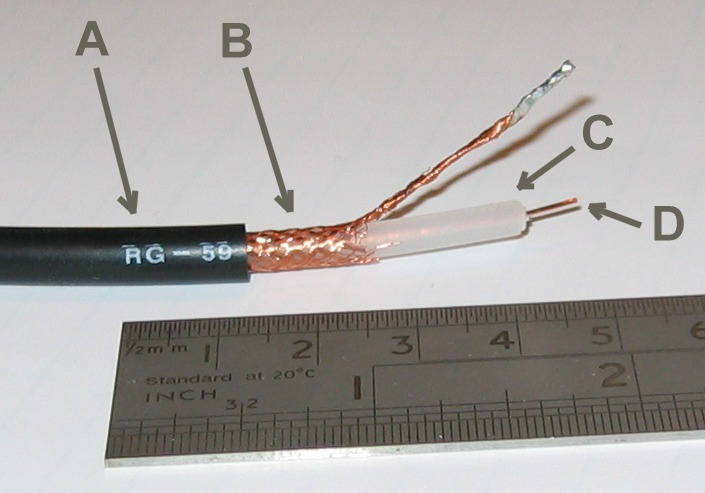
کابل هم‌محور آرجی۵۹ قابل انعطاف A-غلاف بیرونی B-حفاظ مسی C-پوشش عایق جداکننده D-مغز مسی

کابل هم‌مِحوَر (کواَکسیال) (به انگلیسی: Coaxial cable) یا بافهٔ هم‌محور نوعی کابل است با مغزیِ رسانای داخلی که با پوشش نارسانای منعطفی محصور شده است؛ روی این لایهٔ منعطف نیز لایهٔ رسانای نازکی که برای انعطاف بیشتر به هم بافته شده است، قرار دارد؛ هدف از این لایه رسانای خارجی جلوگیری از نفوذ نویزهای محیطِ اطرافِ کابل می‌باشد. همهٔ این اجزا، در داخل عایق دیگری محصور شده‌اند.
این کابل‌ها دارای امپدانس مخصوص به خود هستند؛ مثلاً کابل ۵۰ اهمی یا ۷۵ اهمی.
کابل مورد استفاده در آنتن ماهواره‌های خانگی و تلویزیون‌های همگانی از نوع هم‌محور ۷۵ اهمی هستند. اگر به بدنهٔ آن‌ها دقت شود، امپدانس و برخی اصطلاحات دیگر آن نوشته شده است.
یکی از مشخصات بارز کابل هم‌محور این است که در حالت دریافت سیگنال با آن نویزی نمی‌تواند در طول خط انتقال وارد آن شود و در حالت ارسال سیگنال توسط آن تشعشع و تابشی در طول کابل دیده نمی‌شود؛ یعنی موج انتقالی کاملاً شیلد و محافظت می‌شود. کابل کواکسیال با برخی تغییرات می‌تواند به عنوان کابل بلندگو نیز استفاده شود.

اجزای کابل هم‌محور

## دسته‌بندی
کابل هم‌محور به دو دسته تقسیم می‌شود:

#### ۱-تین‌نِت
این نوع کابل هم‌محور قابل انعطاف است و قطر آن در حدود ۰٫۲۵ اینچ است. از آنجا که تین‌نِت نرم و انعطاف‌پذیر است، کار کردن با آن هم آسان است و تقریباً در تمام شبکه‌ها می‌تواند مورد استفاده قرار گیرد. در شبکه‌هایی که از تین‌نِت استفاده می‌کنند، کابل مستقیماً به کارت شبکه متصل می‌شود نوع نازک کابل هم‌محور می‌تواند سیگنال‌ها را تا فاصلهٔ تقریبی ۱۸۵ متر (۶۰۷ فوت) ارسال کند، بدون آن‌که تضعیف شوند. سازندگان کابل، در مورد طراحی متفاوت کابل‌ها به توافق رسیده‌اند، کابل تین‌نِت از کابل‌های خانوادهٔ RG-58 بوده و دارای امپدانس ۵۰ اهم است. امپدانس، مقاومت سیم در برابر جریان متناوب است. تفاوت اصلی میان کابل‌های خانوادهٔ RG-58 هستهٔ مسی در مرکز آن‌هاست. این هسته می‌تواند به صورت یک مفتول یا چند تار به هم تابیده باشد که بیشتر مناسب شبکه‌های کامپیوتر و سیستم‌های رادیویی از جمله انتقال بیسیمهای نظامی است و مناسب انتقال تصاویر دوربین مداربسته و سیستم‌های کنترل از راه دور نیست.

#### ۲-تیک‌نِت
این نوع کابل هم‌محور، انعطاف‌پذیر و قطر آن در حدود ۰٫۵ اینچ است. گاهی به کابل تیک‌نِت، اترنت استاندارد نیز گفته می‌شود؛ زیرا اولین نوع کابل هم‌محور بود که در معماری شبکهٔ معروف اِتِرنِت به‌کار برده شد. هستهٔ مسی این کابل هم‌محور، ضخیم‌تر از نوع نازک آن است. البته این روزها از این کابل به ندرت استفاده می‌شود و در موارد استثناء به عنوان ستون فقرات شبکه به‌کار می‌رود. هر چه هسته ضخیم‌تر باشد، سیگنال می‌تواند مسافت طولانی‌تری را بپیماید؛ بنابراین کابل تیک‌نِت نسبت به تین‌نِت سیگنال‌ها را در مسیرهای طولانی‌تری هدایت می‌کند. نوع ضخیم کابل هم‌محور می‌تواند سیگنال‌ها را بدون تضعیف تا فاصلهٔ ۵۰۰ متر (حدود ۱۶۴۰ فوت) انتقال دهد؛ بنابراین با توجه به قابلیت تیک‌نِت در پشتیبانی عمل انتقال داده‌ها در مسافت‌های طولانی، از آن به عنوان ستون اصلی برای اتصال شبکه‌های تین‌نِت کوچک‌تر به یکدیگر استفاده می‌شود. برای اتصال شبکه‌های کوچک تین‌نِت به شبکه‌های تیک‌نِت از وسیله‌ای به نام فرست‌گیر استفاده می‌شود.
فرست‌گیر طراحی شده برای اِتِرنِت و تیک‌نِت شامل یک رابط به نام وَمپایر تَپ (انشعاب خون‌آشامی) است. این رابط دارای سوزن‌هایی است که توسط آن‌ها به هستهٔ کابل متصل می‌شود.

## کابل کواکسیال مورد استفاده در دوربین‌های مداربسته
کابل کواکسیال آرجی۵۹: این یک انتخاب رایج برای نصب دوربین مداربسته است. کابل آرجی۵۹ دارای حداکثر وضوح ۱۰۸۰پی برای دید زیر ۳۰ متر است. در انتخاب آرجی۵۹/U، به رسانای مرکزی با ابعاد ۱۸ AWG توجه داشته باشید.
کابل کواکسیال آرجی۶: آرجی۶ پهنای باند بیشتری و اتلاف سیگنال کمتر را نسبت به آرجی۵۹ فراهم می‌کند، که این امکان را به شما می‌دهد تا کیفیت ویدئوی بهتری را در کابل‌های طولانی‌تر ارائه دهید. این کابل تا رزولوشن ۴کی را برای دوربین‌هایی با دید زیر ۹۰ متر پشتیبانی می‌کند. استفاده از آرجی۶ با رسانای مرکزی 18 AWG توصیه می‌شود. به این نکته توجه داشته باشید که کابل‌های کواکسیال دارای کیفیت‌های متفاوتی هستند، از این رو حتماً در خرید کابل کواکسیال دقت بالایی داشته باشید.
کابل کواکسیال سیامی/دوگانه: این کابل شامل دو کابل آرجی۵۹ یا آرجی۶ است که به هم متصل شده‌اند و نصب چند دوربین را آسان‌تر می‌کند. اطمینان حاصل کنید که امپدانس هر دو کابل با یکدیگر مطابقت دارد.

## کابل هم‌محور مورد استفاده در تلویزیون ایران
بیشتر کابل‌های تلویزیون ۷۵ اُهم هستند. نوع کابل آرجی-۵۹ در ایران رایج هست و میزان میرایی ۹٫۷۰۸ (واحد=دسی‌بل بر ۱۰۰ فوت، در فرکانس حدود ۷۵۰ مگاهرتز) دارد؛ ولی کابل مورد استفادهٔ روز، کابل آرجی-۶ است که میرایی ۵٫۶۵ داشته و برای فاصله‌های زیاد از آرجی-۱۱ استفاده می‌کنند که میرایی ۳٫۶۵ را دارد.
کانکتور مورد استفادهٔ رایج در ایران، کابل بِلینگ-لی یا IEC 61169-2 فیش کواکسیال فرکانس-رادیویی از نوع ۹٬۵۲ نام دارد (و معمولاً پیچ‌دار (رزوه) نیست)، این کانکتور قدیمی بوده و کانکتور رایج جدید کانکتور اِف (F connector) نام دارد که معمولاً پیچ‌دار است (و نباید آن را با کانکتور وای-فای اشتباه گرفت) و تا فرکانس یک گیگاهرتز خوب کار می‌کند و قیمت کمی هم دارد.

## کابل کواکسیال مورد استفاده در شبکه‌های کامپیوتری
یکی دیگر از کاربردهای کابل کواکسیال استفاده از آن‌ها در توپولوژِی‌های شبکه است. این نوع کابل در توپولوژی bus که دستگاه‌های داخل شبکه را به صورت خطی به هم متصل می‌کند کاربرد فراوان داشت، اما با گذشت زمان و منسوخ شدن توپولوژی bus دیگر از کابل کواکسیال استفادهٔ فراوانی در شبکه‌های کامپیوتری نمی‌شود.

## انواع مختلف کابل‌های کواکسیال

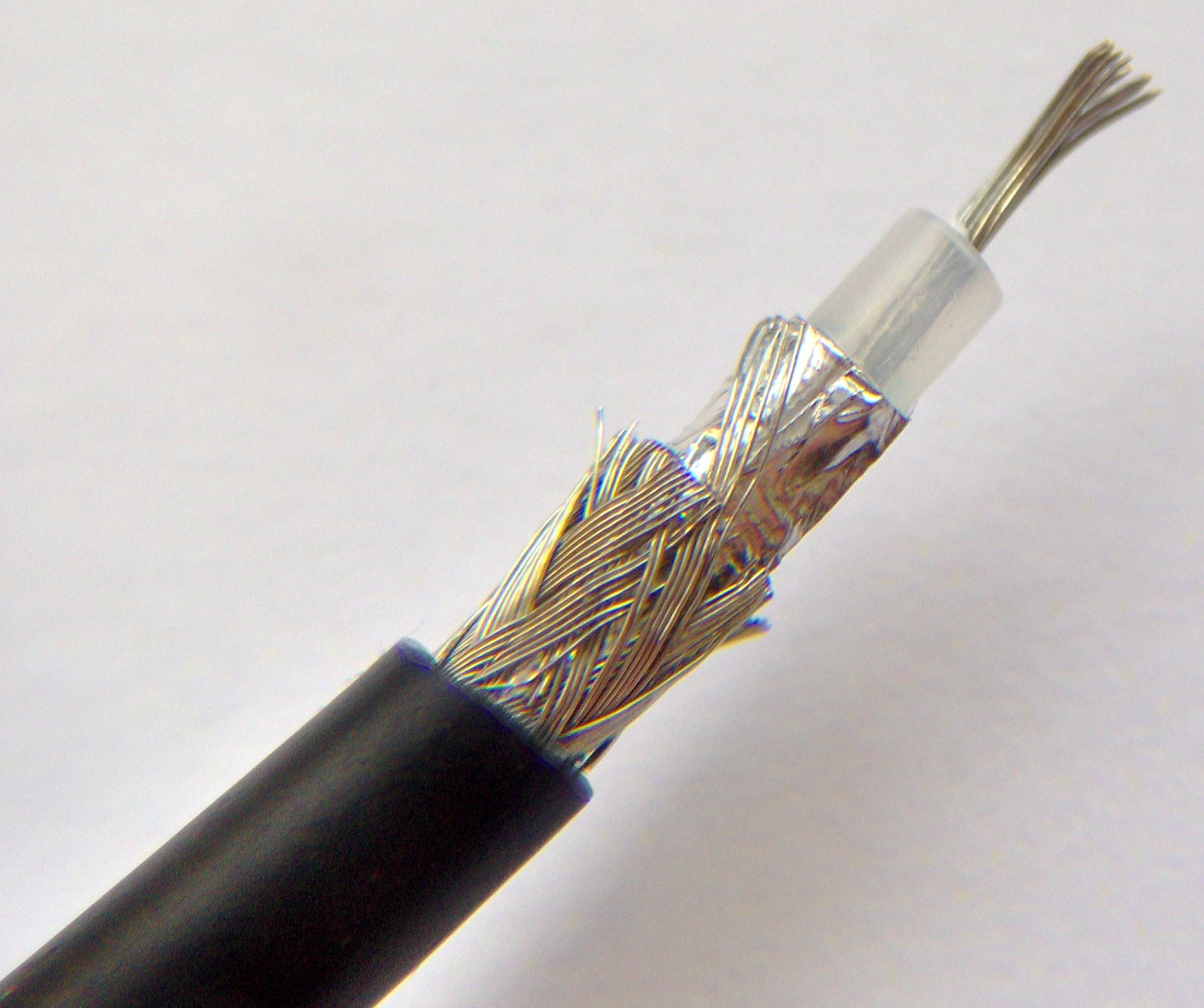
کابل کواکسیال تشریح شده.

کابل‌های کواکسیال انواع مختلفی دارند که هر کدام برای کاربردها و محیط‌های خاصی طراحی شده‌اند. در اینجا به معرفی چند نوع رایج می‌پردازیم.

### آرجی۶
در درجه اول برای سیگنال‌های تلویزیون کابلی و نصب ماهواره استفاده می‌شود. در مقایسه با آرجی۵۹، هادی و عایق ضخیم‌تری دارد که کیفیت سیگنال بهتری را در فواصل طولانی‌تر ارائه می‌کند.

### آرجی۵۹
اغلب برای برنامه‌های ویدئویی مسکونی مانند دوربین مدار بسته، تلویزیون کابلی آنالوگ و برخی از تأسیسات ماهواره ای استفاده می‌شود. از آرجی۶ نازکتر است و از دست دادن سیگنال بالاتری در طول مسافت دارد. دقت داشته باشید حداکثر طول کابل دوربین مدار بسته براساس نوع کابل متفاوت است.

### RG-11
مناسب برای کابل‌های طولانی‌تر و انتقال فرکانس بالا، مانند نصب دوربین‌های مداربسته از راه دور و اینترنت با پهنای باند بالا است.

### RG-174
کابل کواکسیال نازک و منعطفی است که معمولاً برای برنامه‌های کاربردی در فواصل کوتاه مانند GPS، آنتن‌های Wi-Fi و دستگاه‌های قابل حمل استفاده می‌شود.

### RG-213
این کابل کواکسیال ضخیم‌تر و مناسب برای انتقال توان بالاست، که اغلب در تأسیسات رادیویی آماتور و برخی از برنامه‌های رادیویی حرفه‌ای استفاده می‌شود.

### آرجی۵۸
به دلیل انعطاف‌پذیری و هزینه نسبتاً کم، اغلب در برنامه‌های کاربردی شبکه‌های کامپیوتری (Ethernet) و فرکانس رادیویی (RF) استفاده می‌شود.

### RG-8
این کابل مشابه RG-213 اما با امپدانس متفاوت. معمولاً در برنامه‌های انتقال رادیویی و اتصالات داده با فرکانس بالا استفاده می‌شود.

### RG-316
نوع دیگری از کابل کواکسیال است که به دلیل ابعاد کوچک و انعطاف‌پذیری شناخته شده است. در اینجا به چند ویژگی کلیدی آن می‌پردازیم.

#### اندازه و انعطاف‌پذیری
RG316 یک کابل کواکسیال نازک و منعطف است که آن را برای کاربردهایی که فضا محدود است یا در جاهایی که خم شدن و قابلیت مانور مورد نیاز است مناسب است.

#### امپدانس
این کابل معمولاً دارای امپدانس ۵۰ اهم است که آن را با تجهیزات مختلف RF و مخابراتی سازگار می‌کند.

#### محدوده فرکانس
RG316 برای عملکرد در محدوده فرکانس وسیع طراحی شده است، و برای کاربردهای فرکانس بالا مانند ارتباطات رادیویی، آنتن‌های Wi-Fi و سیستم‌های GPS مناسب است.

#### کاربردها
RG316 به دلیل اندازه کوچک و تطبیق پذیری آن معمولاً در برنامه‌هایی مانند آنتن‌های GPS، روترهای Wi-Fi، تقویت کننده‌های سیگنال سلولی و تأسیسات رادیویی آماتور استفاده می‌شود.

#### سازگاری با کانکتور
کابل‌های RG316 اغلب با کانکتورهای کواکسیال استاندارد مانند SMA, BNC یا TNC ارائه می‌شوند که امکان اتصال آسان به طیف وسیعی از دستگاه‌ها و تجهیزات را فراهم می‌کند.
به‌طور کلی، RG316 به دلیل اندازه جمع و جور، انعطاف‌پذیری و مناسب بودن برای کاربردهای فرکانس بالا مورد علاقه است و آن را به یک انتخاب محبوب در صنایع مختلف از جمله مخابرات، هوافضا و الکترونیک تبدیل می‌کند.